# Фокер D.VIII
Фокер D.VIII је ловац-извиђач направљен у Немачкој. Авион је први пут полетео 1918. године. 

## Пројектовање и развој
Овај авион је пројектовао Reinhold Platz (Рајнхолд Плац) за посебну намену да би компанија Фокер учествовала на Другом такмичење ловаца које је одржано између 27. маја и 21. јуна 1918. у Адлерсхофу, немачком центру за тестирање авиона. Конструисан као ловац моноплан парасол, заснован на трупу са носећом конструкцијом од заварених цеви и крилима прекривеним шперплочом у целом распону. Крило, које је имало дебео профил, било је постављено у равни са видном линијом пилота, што је смањило видљивост према горе. Овај прототип је носио ознаку E.V сходно ознакама које су се користиле у Фокеру (E=Eindecker-једнокрилац, V=пети по реду). Током такмичења, E.V је показао добре перформансе, неки тест пилоти су му дали предност у односу на Фокера D.VIII. Након тога је склопљен уговор за производњу 400 авиона за војску, који су сви били погоњени мотором Oberursel Ur II. Авион је добио војну ознаку Фокер D.VIII.
Био је то последњи Фокеров ловац у Првом светском рату.

## Технички опис
Труп му је правоугаоног попречног пресека, бокови трупа и под су равни а поклопац (горња страница) трупа закривљен. Носећа конструкција трупа је направљена од заварених челичних цеви високе чврстоће. Дијагонале за учвршћење рамова су од челичних цеви у пределу испред кокпита а иза према репу су жичане. Мотор је обложен лимом а кабина пилота је обложена шперплочом. Шперплочом је обложена и горња страна трупа све до репа авиона. Изван лимене облоге, цео труп је обложен импрегнираним платном, укључујући и делове трупа обложене шперплочом. Пилот је седео у отвореном кокпиту. Прегледност из пилотске кабине је била добра јер је у авион уграђен звездасти ваздухом хлађен мотор. Два митраљеза су била у хаптичком пољу пилота тако да је могао интервенисати кад дође до њиховог застоја у раду.
Авион је био опремљен ваздухом хлађеним ротационим мотором, Oberursel Ur II снаге 110 KS. То је био звездасти мотор са 9 цилиндара немачка копија мотора La Rhone 9J. На вратилу мотора је била причвршћена од слојевито лепљеног дрвета двокрака вучна елиса, непроменљивог корака. Мотор је лименом облогом заштићен због опасности које може изазвати својом ротацијом.
Авион Фокер D.VIII је висококрилни једнокрилац (парасол). Крило му је једноделно трапезастог облика са заобљеним крајевима и средње дебљине. Нападна ивица крила је управна на осу авиона. Конструкција крила је метална са две рамењаче. Предња рамењача са нападном ивицом крила чини торзиону кутију. Крила су пресвучена импрегнираним платном. На средини је крило најдебље а према крајевима та дебљина се смањује. Крило је балдахином повезано са трупом авиона. Предња рамењача се са шест подупирача ослања на труп (по три са сваке стране трупа) а задња рамењача се са два подупирача ослања на труп (по један са сваке стране). Конструкција елерона је цевасти челични оквир и челичне цеви као ребра, облога је од платна. Управљање елеронима је помоћу сајли за управљање.
Репне површине Сва три стабилизатора (вертикални и два хоризонтална) су троугластог облика направљени од челичних цеви, обложени платном и причвршћени за горњу страницу трупа. Кормило правца са великом компезационом површином је направљено од челичних цеви и обложено платном. Кормила дубине су направљена од дрвета и такође обложена платном. Троугласти реп (хоризонтални стабилизатори) су ослоњени цевастим челичним подупирачима са сваке стране на доњу страницу трупа.
Стајни орган је био класичан, два точка напред и трећа ослона тачка испод репа. Направљен као челична конструкција од заварених танкозидих цеви са фиксном осовином. Tочкови су били димензија Ø 690 mm x 83 mm. У циљу смањења аеродинмичког отпора точкови су направљени од лима без отвора на њима а осовина је обложена маском која има профил крила. Амортизација је била помоћу гумених каишева а на репном делу се налазила еластична дрвена дрљача.

## Наоружање
| Наоружање авиона: Фокер        |                         |
| Ватрено (стрељачко) наоружање  |                         |
| Топ                            |                         |
| Митраљез                       |                         |
| Број и ознака митраљеза        | 2 х (LMG 08/15 Spandau) |
| Број метака                    | 500 по митраљезу        |
| Калибар                        | 7,92                    |
| Бомбардерско наоружање (бомбе) |                         |
| Ракетно наоружање (ракете)     |                         |

## Табела техничких података за авионе Фокер-
| Тип авиона Фокер  |                |                |                 |                |
| ----------------- | -------------- | -------------- | --------------- | -------------- |
| Намена            | ловац          | ловац          | ловац           | ловац          |
| Година            | 1917.          | 1918.          | 1918.           | 1918.          |
| Посада            | 1              | 1              | 1               | 1              |
| Број крила        | 3              | 2              | 2               | 1              |
| Дужина            | 5,77 m         | 6,23 m         | 6,95 m          | 5,92 m         |
| Размах            | 7,10 m         | 7,65 m         | 8,90 m          | 8,35 m         |
| Висина            | 2,05 m         | 2,55 m         | 2,75 m          | 2,60m          |
| Површина крила    | 17,48 m²       | 17,70 m²       | 20,50 m²        | 10,70 m²       |
| Маса празног      | 406 kg         | 393 kg         | 735 kg          | 384 kg         |
| Маса полетна      | 586 kg         | 583 kg         | 880 kg          | 574 kg         |
| Број мотора       | 1              | 1              | 1               | 1              |
| Мотор             |                |                |                 |                |
| Снага             | 110 KS (80 kW) | 110 KS (80 kW) | 160 KS (120 kW) | 110 KS (80 kW) |
| Max. брзина       | 170 km/h       | 196 km/h       | 200 km/h        | 204 km/h       |
| Плафон            | 5.000 m        | 8.000 m        | 7.000 m         | 7.000 m        |
| Долет             | 300 km         | 300 km         | 220 km          | 300 km         |
| Брзина пењања     | 345 m/min      | 333 m/min      | 344* m/min      | 394 m/min      |
| Наоружање митраљ. | 2 х 7,92mm     | 2 х 7,92mm;    | 2 x 7,92mm      | 2 x 7,92mm     |

*са мотором BMW III, брзина пењања је 416 m/min

## Верзије
- V.26 - први прототип.
- V.27  - прототип V.26 са мотором Benz IIIb 195 KS (145 ).
- V.28 - Прототип опремљен са ротационим моторима Oberursel Ur III 145 KS (108 kW) или Goebel Goe.III 160 КС (118 kW).
- V.29 - Већа верзија V.27 са линијским, течношћу хлађеним мотором Mercedes D.III 160 KS (119 kW) или са BMW IIIa 185 KS (138 ).
- V.30 - Модификација прототипа V.26, једрилица са једним седиштем без мотора.
- E.V - Иницијални производни модел.
- D.VIII - Основни производни модел са ротационим мотором Oberursel Ur II 110 KS (80 kW)

## Оперативно коришћење
Први авиони Фокер D.VIII су стигли на Западни фронт 7. августа 1918. а већ 17. августа, према званичним записима, пилот Емил Ролф је забележио прву ваздушну победу овим авионом. Био је то добар почетак. Нажалост тих дана су погинула три пилота због лома крила на овим авионима. Одмах су обустављени сви летови ових авиона а истражна комисија је установила узроке ломова крила. Биле су то грешке у одступању од пројекта, лошег квалитета производње и лошег квалитета материјала коришћених током изграде крила. Са крилима авиона, направљеним у складу са оригиналном спецификацијом квалитета и са новим крилом коме је повећана чврстина и квалитет, авион више није имао проблема.
На све ово је изгубљено време, јер је комисија окончала истрагу и октобру а рат је завршен 11. новембра 1918. године. До краја рата у Fokker-Flugzeugwerke је произведено је 285 ових авиона.
Утисци пилота о авиону су били следећи: његове перформансе пењања и поглед из кокпита са свих страна су били одлични, а био је и лак за летење и реаговао на команде. Неки пилоти су га више волели од Фокера D.VII јер је био лакши за маневрисање. Имао је тенденцију да се нагиње на десно крило при слетању. Такође је добио надимак - "Летећа бритва" - по својој карактеристичној конструкцији моноплана. Након тако кратког времена коришћења Фоккер E.V / D.VIII на Западном фронту, није могуће дати мериторну оцену квалитета овог авиона у тактичко техничком смислу.
Након завршетка рата ови авиони су коришћени у земљама победницама али и у онима које су настале распадом Аустроугарског царства. После рата, осам машина је отишло у састав пољског ваздухопловства и борило се у Пољско-совјетском рату 1919-1920. Црвена армија је заробила један авион.
Италија је на основу ратне оштете добила неколико комада који су коришћени док нису израубовани један од тих авиона додуше некомплетан чува се у музеју Ђани Капрони из Трента.

### Сачувани примерци авиона
Сачуван је један некомплетан авион овог типа и чува се као музејски експонат у Италији.
- Museo dell'Aeronautica Gianni Caproni, Trento Italy (некомплетан Фокер D.VIII)

Један комплетан авион се налази у
- Army Aviation Museum in Fort Rucker, Alabama САД.

У музеју Stampe en Vertongen Museum у Антверпену постоји једна од реплика овог авиона која је у летном стању. Посетиоци овог музеја, могу разгледати и ову доста верну копију авиона Фокер D.VIII.

## Земље које су користиле авион Фокер
| - Аустроугарска - Белгија (после рата) - Италија (после рата) - Јапан (после рата) - Мађарска (после рата) - Немачко царство | - Холандија (после рата) - Пољска (после рата) - Совјетски Савез (после рата) - Велика Британија (после рата) - САД (после рата) |